# Jean John Colin
Pour les articles homonymes, voir Jean Colin et Colin.
Jean John Colin est un boxeur mauricien né le 15 novembre 1990 à Vacoas-Phœnix.

## Carrière
Il remporte la médaille de bronze dans la catégorie des poids super-légers aux championnats d'Afrique de boxe amateur 2009 à Vacoas-Phœnix et la médaille de bronze dans la catégorie des poids légers aux Jeux des îles de l'océan Indien 2015 à Saint-Pierre ainsi qu'aux championnats d'Afrique de boxe amateur 2017 à Brazzaville.

## Famille
Il est le frère du boxeur Richarno Colin.